# La città della gioia (film)
La città della gioia (City of Joy) è un film del 1992 diretto da Roland Joffé.
Il film è tratto dall'omonimo romanzo di Dominique Lapierre ed è ambientato nel crudo scenario di Calcutta.

## Trama
Max Lowe, brillantissimo medico statunitense, rimane scioccato dopo la morte di una ragazzina durante un suo intervento. Decide quindi di mollare il suo mestiere e di andare a fare un viaggio in India.
Il viaggio di Max si trasforma presto in qualcosa di molto di più di un giro turistico: è un viaggio alla ricerca e alla riscoperta di sé stesso.
Poco prima della fine del viaggio Max incontra un povero contadino, Hasari Pal, che con la sua famiglia si era trasferito a Calcutta in cerca di lavoro, e, a seguito di un'aggressione, viene condotto in una bidonville di disperati, che nonostante la sofferenza e il dolore di cui è piena, è chiamata "Città della gioia". I poveri abitanti di questo immenso "quartiere" riescono a sopravvivere grazie al prodigarsi di suore e volontari. È proprio qui che Max incontra un'infermiera, Joanna, che porta nel cuore il grande sogno di costruire una clinica, nonostante sia osteggiata da un potente boss locale. Costui è il datore di lavoro di molti degli abitanti della Città della gioia, anche di Hasari Pal (che fa il cavallo umano trasportando, come in un taxi, gente nel suo risciò), ma si fa rispettare con la violenza e il terrore.
Joanna convince Max a prendere parte a questo suo grande sogno, a vincere le sue paure di medico e di uomo e a cominciare dalla Città della gioia la sua nuova vita, lottando contro le intemperie dei monsoni, le malattie, la povertà e le ingiustizie del boss.